# Cattedrale dell'Immacolata Concezione (Apia)
La Cattedrale dell'Immacolata Concezione, detta anche Chiesa cattolica di Mulivai (in samoano: Ekalesia Katoliko i Mulivai), è la cattedrale cattolica di Apia, a Samoa, ed è la sede dell'arcidiocesi di Samoa-Apia.

## Storia

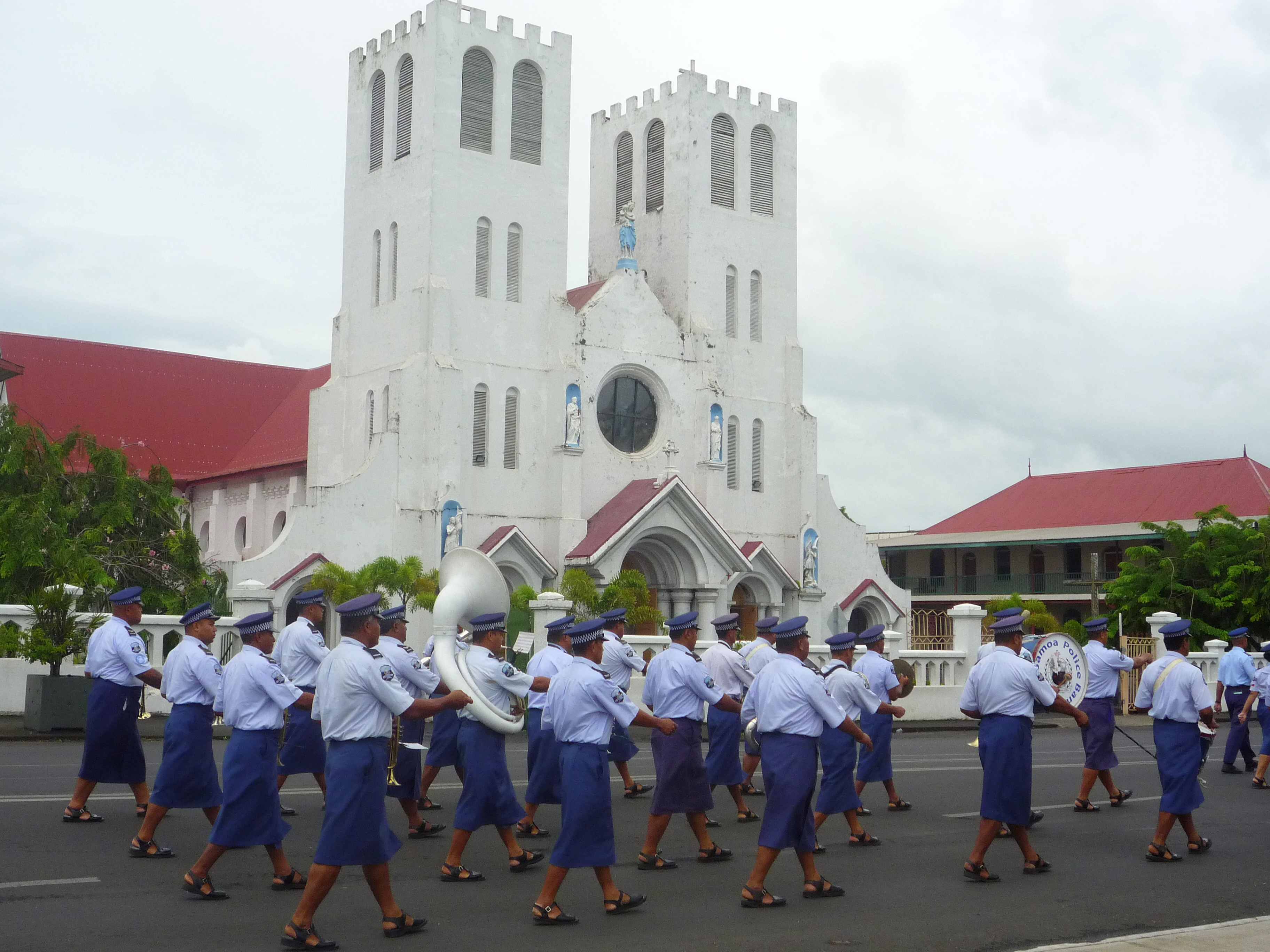
La vecchia cattedrale distrutta dal terremoto e tsunami del 2009 con la banda della polizia di Samoa

La nuova cattedrale di Apia è stata inaugurata il 2 giugno 2014, dopo tre anni di restauri, dall'arcivescovo Martin Krebs, nunzio apostolico in Nuova Zelanda. La cattedrale sorge sul sito dell'antica cattedrale originariamente costruita e dedicata nel 1857.
Nel 1852, William Thomas Pritchard, il figlio di George Pritchard, vendette al vescovo Pierre Bataillon un terreno a Mulivai, circa tre quarti di un acro, e fratello Jacques vi iniziò i lavori di costruzione di una chiesa ed una canonica. La chiesa sorgeva sullo stesso sito dell'attuale, mentre la residenza era nei pressi del torrente Mulivai. La prima pietra fu benedetta dal vescovo l'8 dicembre 1852, ma i lavori sono state interrotti da epidemie, alcuni scontri e un uragano nel 1854, che ha distrutto otto navi e ha causato ingenti danni alle piantagioni con conseguente disagio per quanto riguarda l'approvvigionamento alimentare. Così solo nel 1857 la chiesa originaria è stata completata.